# Iso Müller
Iso Müller, OSB (* 13. Dezember 1901 in Altdorf als Adalbert Müller; † 11. Januar 1987 in Disentis; heimatberechtigt in Altdorf) war ein Schweizer römisch-katholischer Geistlicher, Theologe sowie Historiker.

## Leben

### Familie und Ausbildung
Der katholisch getaufte, gebürtige Altdorfer Adalbert Müller war Sohn des Juristen Alban Müller sowie dessen Ehegattin Elisabeth geborene Arnold. Er wechselte nach dem Besuch des Gymnasiums in Feldkirch an die Stiftsschule Einsiedeln, dort erwarb er 1922 die eidgenössische Maturität. Im gleichen Jahr trat er in das Benediktinerkloster Distensis ein, ein Jahr später erfolgte die feierliche Profess. Adalbert Müller, der den Ordensnamen «Iso» angenommen hatte, nahm das Studium der Theologie in Bregenz sowie Einsiedeln auf, 1927 wurde er zum Priester geweiht. In der Folge wandte er sich dem Studium der Geschichtswissenschaften an der Universität Freiburg zu, welches er 1931 mit der Promotion zum Dr. phil. abschloss.

### Beruflicher Werdegang
Pater Iso Müller erhielt 1931 eine Anstellung als Geschichtslehrer an der Disentiser Klosterschule. Zusätzlich war er dort als Stiftsarchivar eingesetzt, 1980 trat er aus Altersgründen von diesen Funktionen zurück. Im Zentrum seiner historischen Forschungen standen die Klöster Disentis sowie Müstair, die Christianisierung der schweizerischen Gebiete sowie die Kultur des Churrätischen Mittelalters und der Barockzeit. Darüber hinaus trat Müller als Verfasser grundlegender Arbeiten über die politische Geschichte, den Passverkehr und die Walserwanderungen im Gebiet der Zentralalpen hervor. Sein thematisch vielfältiges Gesamtwerk umfasst über 350 Publikationen, wovon mehrere in Buchform erschienen sind.
Müller erhielt 1970 den Kulturpreis des Kantons Graubünden zugesprochen, 1986 wurde ihm anlässlich seines 85. Geburtstages die Ehrendoktorwürde der Universität Luzern verliehen. Er galt als international anerkannter Historiker.

## Publikationen (Auswahl)
- Die Anfänge des Klosters Disentis: Quellenkritische Studien, Dissertation. Buchdruck Sprecher, Eggerling & Company, Chur 1931.
- Das Grab des hl. Lucius in der Churer Stephanskirche. Buchdruck Sprecher, Eggerling & Company, Chur 1939.
- Der Passverkehr über Furka-Oberalp um 1200. In: Blätter aus der Walliser Geschichte, Band 10. Geschichtsforschender Verein von Oberwallis, Brig, Sitten 1950, S. 401–437.
- Die Abtei Disentis, 1655–1696. Universitätsverlag, Freiburg/Schweiz 1955.
- Die Fürstabtei Disentis im ausgehenden 18. Jahrhundert. Aschendorff, Münster/Westf. 1963.
- Die churrätische Wallfahrt im Mittelalter : ein Überblick. Schweizerische Gesellschaft für Volkskunde, Basel 1964.
- Geschichte der Abtei Disentis : Von den Anfängen bis zur Gegenwart. Benziger, Einsiedeln 1971.
- Glanz des rätischen Mittelalters. Calven-Verlag, Chur 1971.
- Geschichte des Klosters Müstair : von den Anfängen bis zur Gegenwart. Desertina-Verlag, Disentis 1978.
- Die Herren von Tarasp. Desertina-Verlag, Disentis 1980.
- Geschichte von Ursern : von den Anfängen bis zur Helvetik. Desertina-Verlag, Disentis, Kommissionsverlag J. von Matt, Stans 1984.